# اقتراب نهائي

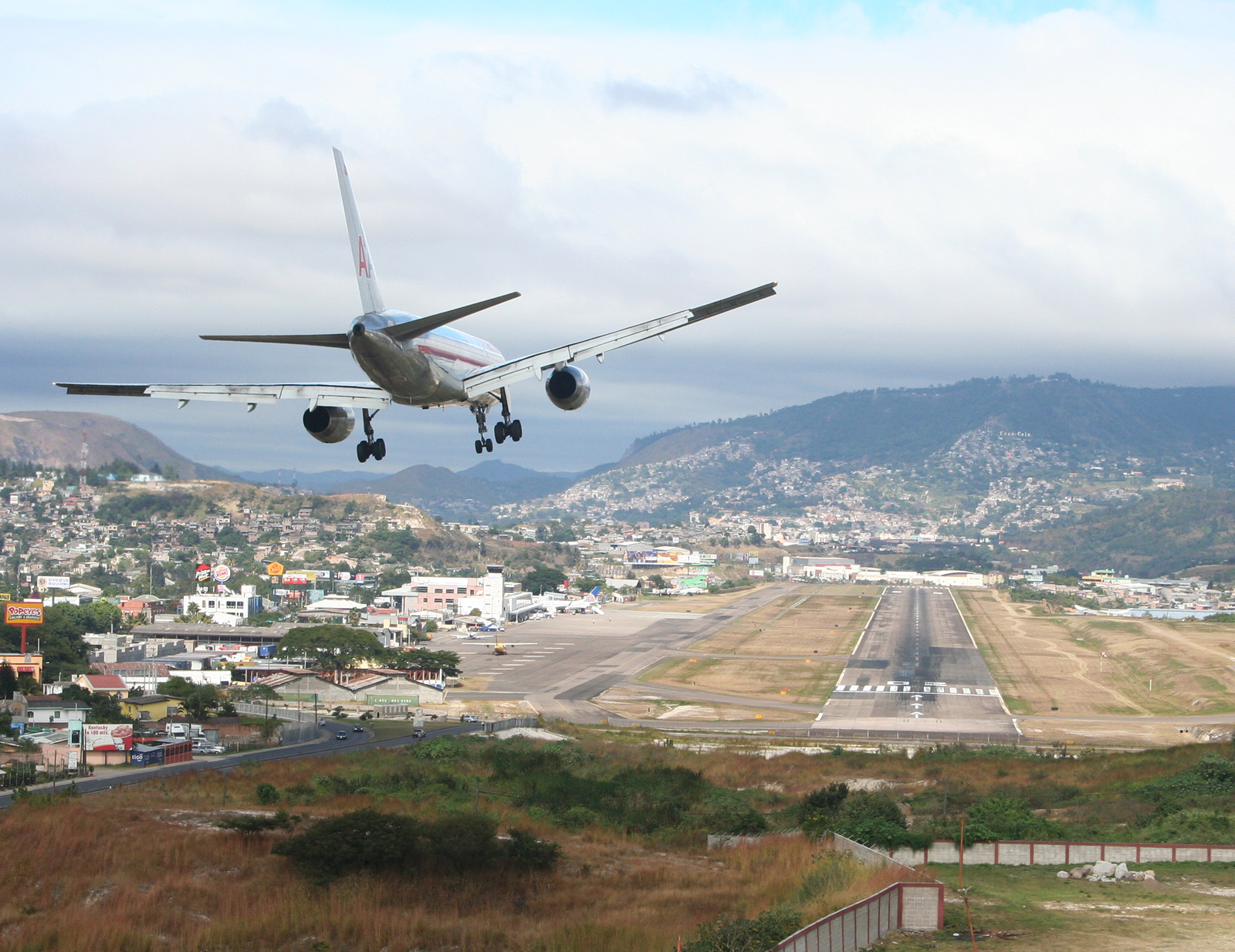
الاقتراب النهائي في مطار تونكونتين

في علم الطيران، فإن الاقتراب النهائي أو الاقتراب الأخير (final approach) يُطلق عليه أيضًا المحطة الأخيرة (final leg) و مسار الاقتراب الأخير (final approach leg) هو المحطة الأخيرة لاقتراب الطائرة من الهبوط، عندما تصطف الطائرة مع المدرج وتنحدر استعداداً للهبوط. في مصطلحات الراديو للطيران، غالبًا ما يتم اختصارها إلى «نهائي» (final).
في نمط هبوط المطار القياسي، والذي يستخدم عادة في ظل ظروف الأرصاد الجوية المرئية (VMC)، تتحول الطائرة من القاعدة إلى القاعدة النهائية في حدود نصف إلى ميلين من المطار. بالنسبة للاقتراب بالأجهزة، بالإضافة إلى الاقتراب من مطار خاضع للرقابة بموجب قواعد الطيران المرئية (VFR)، غالبًا ما يتم استخدام اقتراب نهائي «مباشر إلى الداخل» ("straight-in")، حيث يتم الاستغناء عن جميع الأفرع الأخرى. يتم تثبيط الاقتراب المباشر في المطارات التي بدون أبراج في الولايات المتحدة.

## منحدر الاقترب
منحدر الاقتراب هو المسار الذي تتبعه الطائرة عند اقترابها النهائي للهبوط على المدرج. يأخذ اسمه من حقيقة أن هذا المسار مثالي منحدر لطيف للأسفل. منحدر اقتراب شائع الاستخدام هو 3 درجات من الأفقي. ومع ذلك، فإن بعض المطارات لديها مسارات الاقتراب أكثر حدة بناءً على التضاريس أو المباني أو اعتبارات أخرى. مطار مدينة لندن، على سبيل المثال، لديه اقتراب 5.5 درجة، ولا يُسمح إلا للطائرات التي يمكنها الحفاظ على هذا الاقتراب باستخدام المطار.

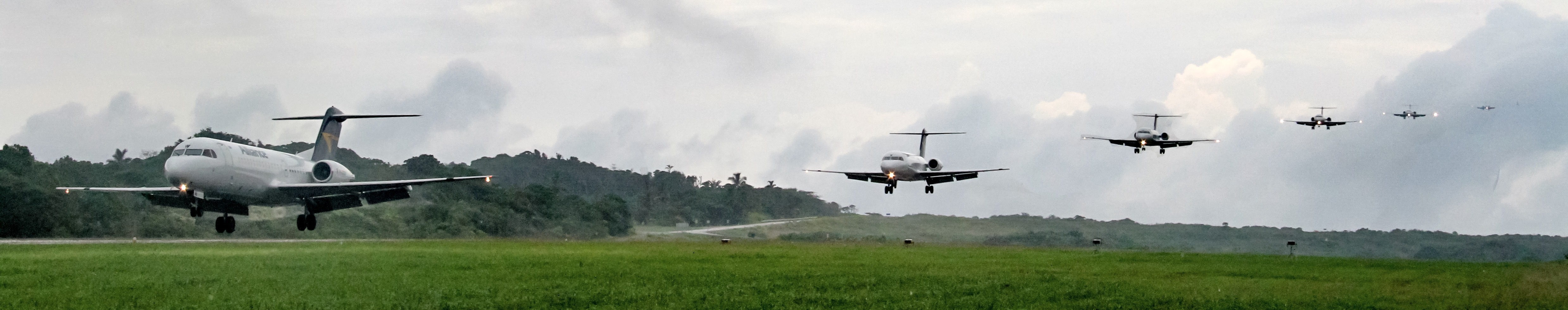
صورة مركبة لطائرة طيران ألاينس فوكر 70 عند الاقتراب النهائي في مطار جزيرة الكريسماس، توضح منحدر الاقتراب إلى المدرج

غالبًا ما يتم تطبيق مصطلح «منحدر الانزلاق» (glide slope) على أنه يعني منحدر الاقتراب على الرغم من أنه صحيح، إلا أن منحدر الانزلاق ينطبق على عنصر التوجيه الرأسي لنظام هبوط الجهاز.

## نقطة الاقتراب النهائية

يقوم المنحدر الانزلاقي ومحدد الموضع الراديوي المحلية لنظام ILS بتوجيه الطائرة إلى مسار اقترابها النهائي

نقطة الاقتراب الأخيرة في الاقتراب الأجهزة مع التوجيه الرأسي هي الانحدار المنحدر أو اعتراض مسار الانحدار عند أدنى ارتفاع منشور (تعريف منظمة الطيران المدني الدولي). 
في الولايات المتحدة، يطلق عليه "نقطة قرار الاقتراب النهائي" (final approach fix) اختصاراً (FAF) ويتم تمييزه على (NACO IAP) برمز "صاعقة البرق وعلى مخطط (Jeppesen) النهائي بنهاية رمز مسار منحدر الانزلاق. إنها النقطة في الفضاء حيث يبدأ جزء الاقتراب الأخير في اقتراب الأداة؛ يتم تمييز نقطة الاقتراب الأخيرة في اقتراب غير دقيق برمز صليب مالطي. في الولايات المتحدة، حيث يكون نظام المساعدة على الاقتراب في الميدان ولا يوجد أي رمز مصور، فإن نقطة الاقتراب النهائية هي "المكان الذي يتم فيه تثبيت الطائرة في مسار الاقتراب النهائي من دورة الإجراء وحيث يمكن بدء هبوط الاقتراب النهائي".